# 住之江警察署
住之江警察署（すみのえけいさつしょ）は、大阪府警察が管轄する警察署の一つ。
署敷地内には、総務部留置管理課「新北島別館」庁舎がある。

## 所在地・最寄り駅
- 大阪府大阪市住之江区新北島3丁目1番57号
  - Osaka Metro四つ橋線・Osaka Metro南港ポートタウン線 住之江公園駅

## 所轄
- 大阪市住之江区
- 大阪港咲洲トンネル（大阪市港区側の坑口以西）
- 夢咲トンネル（大阪市此花区側の坑口以南）

## 交番一覧
- 北加賀屋交番 - 大阪市住之江区北加賀屋五丁目3番15号
- 粉浜交番 - 大阪市住之江区粉浜一丁目25番4号
- 住之江駅前交番 - 大阪市住之江区西住之江一丁目1番43号
- 住吉公園前交番 - 大阪市住之江区浜口東一丁目1番13号
- 中加賀屋交番 - 大阪市住之江区中加賀屋一丁目5番10号
- 南港コスモ交番 - 大阪市住之江区南港北一丁目31番14号
- 南港中央交番 - 大阪市住之江区南港中二丁目1番1号
- 平林交番 - 大阪市住之江区平林南二丁目8番39号
- 南加賀屋交番 - 大阪市住之江区南加賀屋三丁目4番4号